# Studentensport Nederland
De Studentensport Nederland of SSN is sinds mei 2002 een landelijke sportstichting die de verschillende studentensportverenigingen en -instanties over heel Nederland overkoepelt. SSN is het resultaat van de hernoeming en herstructurering van de Nederlandse Studenten Sport Stichting of NSSS in mei 2002. De NSSS is in 1957 opgericht.
De organisatiestructuur is zo dat studenten veel inspraak hebben op de stichting. Sinds 2017 is de Stichting SSN geherstructueerd tot een vereniging. Bij SSN zijn alle lokale sportraden van de Nederlandse universiteiten aangesloten als lid, daarmee verkrijgen zij kiesrecht in de Algemene Vergadering van de Vereniging SSN. Het hoogste bestuursorgaan van Studentensport Nederland is het Dagelijks Bestuur (DB). Samen met een professioneel bureau verzorgt het dagelijks bestuur de dagelijkse werkzaamheden van SSN. 
Een kernactiviteit van SSN is de coördinatie van de organisatie van het GNSK en NSK's. Deze worden officieel georganiseerd onder auspiciën van de SSN. NSK is een deponeerd merk en mag enkel door SSN gevoerd worden. Jaarlijks worden ruim 40 NSK's georganiseerd in verschillende sporten door heel Nederland.
Internationaal
Studentensport Nederland is zowel aangesloten bij de continentale studentensportkoepel "European University Sports Association" (EUSA) als de mondiale studentensportkoepel "Féderation Internationale du Sports Universitaire" (FISU).
De EUSA organiseert twee verschillende soorten evenementen; de EUC's en de EUG's. De European University Championships vinden plaats in de oneven jaren, en de European University Games vinden plaats in de even jaren. De eerste editie van het EUG vond plaats in Cordoba (Spanje) in 2012. In 2014 zullen de Games plaatsvinden in Rotterdam, Nederland. 
De FISU kent twee belangrijke evenementen, dit zijn de WUC's en de Universiades. De World University Championships zijn in de even jaren, en de Universiades (zomer & winter) in de oneven jaren. 
Beschermheer
De meest aansprekende naam in de lijst van oud-bestuursleden van SSN is zonder twijfel Prof. Mr. Pieter van Vollenhoven. In 1963 werd hij Assessor II in Leiden en dus, net als Mr. Nico van der Lee, president van de NSSS. Twintig jaar later werd hij benoemd tot beschermheer.